# The Tachypomp
The Tachypomp ist eine 1874 erstmals anonym in der Zeitschrift The Sun veröffentlichte Kurzgeschichte des US-amerikanischen Schriftstellers und Herausgebers Edward Page Mitchell, in der eine Erfindung beschrieben wird, mit der theoretisch eine Bewegung mit unbegrenzter Geschwindigkeit möglich sein sollte. Die Geschichte wurde mehrmals neu aufgelegt, so 1884 in Stories by American Authors, 1958 in der Anthologie Fantasia Mathematica im Abschnitt der imaginären Zahlen, und 1973 in The Crystal Men: Stories by Edward Page Mitchell.

## Handlung
Der Ich-Erzähler, Mr. Furnace, der einzige mathematisch eher unbegabte Student in der Klasse eines begeisterten Mathematiklehrers, hat sich in Abscissa (Abzisse/Rechtsachse), die Tochter des Professors, verliebt. Er beurteilt seine Chancen zwar als gegen Null gehend, begibt sich aber dennoch zum Professor, um dort die Hand seiner Angebeteten zu erbeten. Nach langem Warten taucht der Professor auf und verlangt von ihm, zu beweisen, dass eine Bewegung mit unendlicher Geschwindigkeit möglich ist. Mit dieser unmöglichen Aufgabe schickt er Mr. Furnace vor die Tür.
Mr. Furnace sucht nun Hilfe bei Rivarol, einem berüchtigten und genialen Tutor, der ihm von mehreren seltsamen Entdeckungen berichtet, darunter ein Androide, der Gleichungen löst und Sonette schreibt, ein Perpetuum mobile, und ein Tunnel durch den Erdmittelpunkt. Um Furnace zu helfen erdenkt er den Tachypomp, der aus einer Reihe an vertikal aufeinander gestapelten Zügen oder Zug-Gleis-Systemen besteht, deren Geschwindigkeiten sich bei gleichzeitiger Fahrt addieren sollten; bei entsprechend vielen Zuglagen müsste also eine Bewegung mit Überlichtgeschwindigkeit möglich sein. Glücklich mit der Lösung wollen die beiden sich, unter Einsatz des immensen Reichtums des Ich-Erzählers, an die praktische Umsetzung des Projekts machen. Im Eifer stürzt Mr. Furnace in den durch den Erdmittelpunkt führenden Tunnel ...
Mr. Furnace erwacht im Wohnzimmer des Professors; offenbar ist er beim Warten eingeschlafen. Der Professor, ein freundlicher Mann, hat nichts gegen sein Ansinnen, seine Tochter zu heiraten.

## Theorie
Die Geschichte wurde vor Einsteins Formulierung seiner speziellen Relativitätstheorie verfasst und basiert im Grunde auf dem Relativitätsprinzip nach Galileo Galilei; entsprechend ist es möglich, dass die beschriebene Möglichkeit der Bewegung mit Überlichtgeschwindigkeit ernst gemeint war (Die Erzählung endet mit den Worten Still I can see no reason why the Tachypomp should not have succeeded. Can you?). Laut der speziellen Relativitätstheorie wäre dies aber durch Effekte wie Raumstauchung und Zeitverlangsamung nicht möglich.